# هالنکوویتسه
هالنکوویتسه (به چکی: Halenkovice) یک منطقهٔ مسکونی در جمهوری چک است که در ناحیه زلین واقع شده‌است. هالنکوویتسه ۲۰٫۰۲ کیلومتر مربع مساحت و ۱٬۸۰۰ نفر جمعیت دارد و ۲۸۸ متر بالاتر از سطح دریا واقع شده‌است.